# Juana Elguezabal Leguinazabal
Juana Elguezabal Leguinazabal (Derio, Vizcaya, 1842 - Cáceres, 1912) fue una empresaria de teatro española innovadora, que en 1885 fundó el Teatro Variedades en Cáceres, que fue el lugar más popular y moderno de la ciudad durante 28 años. Fue conocida como Juanita, y enseñó a leer a las personas que trabajaban para ella y proporcionó espacios para la educación de la infancia. 

## Biografía
Elguezabal nació en la granja Aresti en Derio, Vizcaya. A los 18 años, se fue a Cáceres en 1842 para cuidar a su tía Juana Elguezabal Vidauzarraga y a su famoso marido el notario Saturnino González Celaya. Vivió con ellos hasta que fallecieron. Juana fue su única heredera y, gracias al generoso legado que recibió, abrió el teatro Variedades en 1885 en la calle Nidos. Durante 28 años sería el lugar más popular y moderno de la ciudad. El Variedades se convirtió en el recinto de las clases populares. Además de teatro, según cuenta, Fernando Jiménez Berrocal, archivero municipal e historiador que ha profundizado en la figura de esta mujer, acogía espectáculos circenses (muy de moda en esta época también a raíz del éxito del Price de Madrid), mítines políticos y cine. De hecho, el Variedades dio cabida al primer cinematógrafo de la ciudad. El invento de los Lumière se patentó en el año 1894, lo que da cuenta de lo novedoso que debía resultar ese arte mágico y asombroso en el Cáceres de esa época.
El teatro Variedades se edificó al estilo del gran circo Price de Madrid, que proyectó el arquitecto Pedro Vidal, con un graderío redondo y de madera. Un año después se quemó y tuvo que ser reconstruido con sentones de granito y un patio de sillas frente al escenario. El incendio pudo haber destruido una gran parte de la ciudad de haber estado pegado a otros edificios. Tras este incendio, se creó el cuerpo de bomberos en la ciudad.
Juana murió en Cáceres en 1912. En su testamento dejó parte de su herencia a instituciones como las Hermanitas de los Pobres, el asilo de las Concepcionistas, o los frailes del Palancar. El teatro lo cedió a quien quisiera crear una escuela y, si no fuera así, que se vendiera y su valor se dedicase a limosnas y obras de caridad. De acuerdo con su voluntad se construyeron en 1914 las escuelas Vicente Marrón en el sitio del teatro.Para sus familiares vascos, hermanos y sobrinos, dejó diferentes pensiones vitalicias para que pudieran vivir con desahogo el resto de sus días. Fue enterrada en el cementerio de Cáceres.
Fernando Jiménez Berrocal ha realizado una extensa investigación sobre Juana Elguezabal y ha recopilado una gran cantidad de datos, sin embargo, no ha obtenido una fotografía de esta mujer de anteojos negros que aparece en los libros sobre teatro.

## Premios y reconocimientos

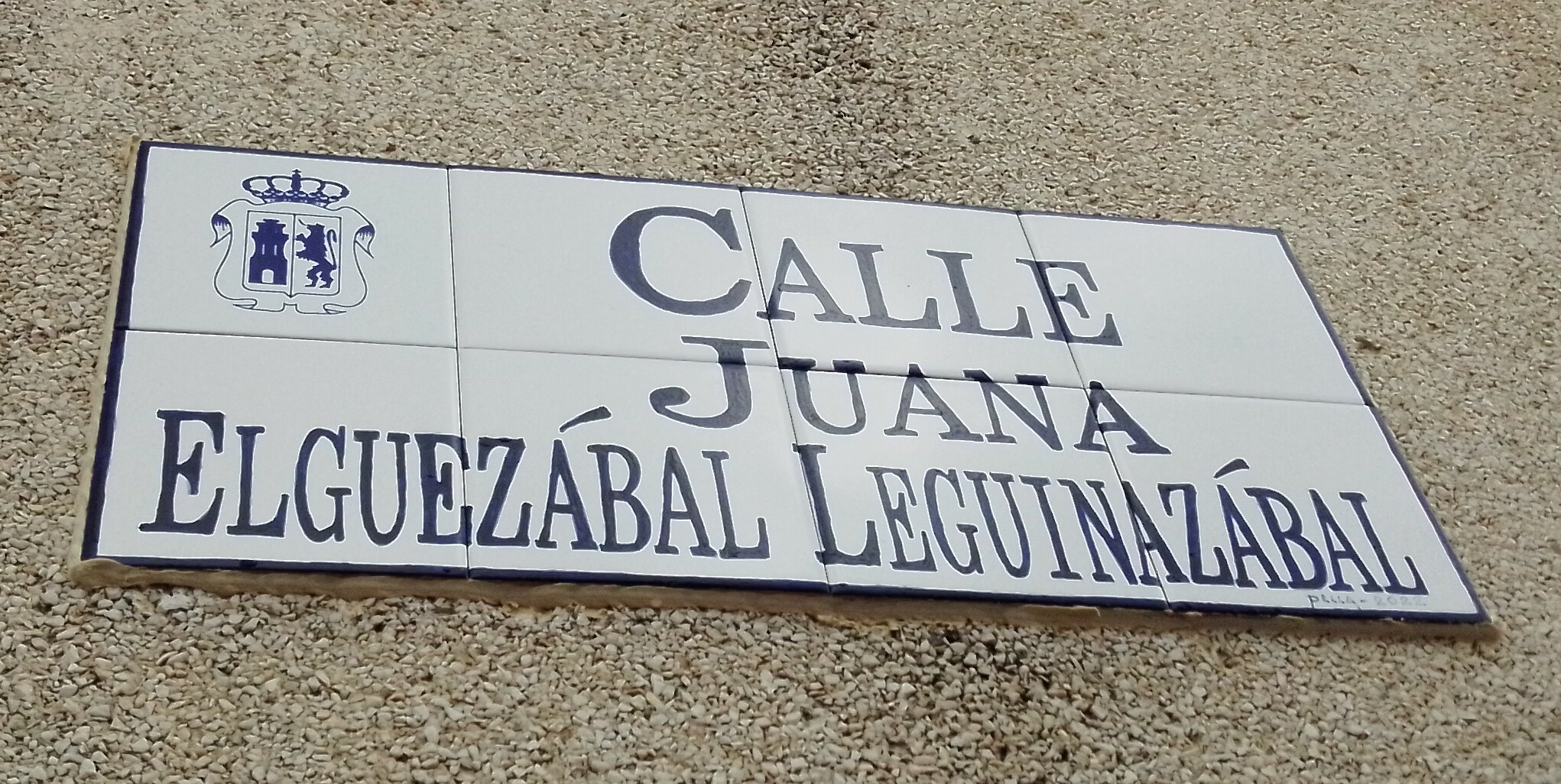
Homenaje en las calles de Cáceres

- Homenaje en las calles de CáceresEl 8 de marzo de 2010, en celebración del Día Internacional de la Mujer, el Departamento de Igualdad de la Ciudad de Cáceres organizó la primera edición del Premio Juanita Elguezabal, un homenaje a favor de la cultura y del espíritu emprendedor de Juana. Desde entonces se ha organizado todos los años.[12]
- Durante las Jornadas Europeas del Patrimonio organizadas por el Consejo Provincial de Bizkaia en 2018, se celebró en Derio la exposición Juana Elgezabal Leginazabal, una mujer pionera de su tiempo.[13]
- En 2022 la calle Comandante Joaquín González de Cáceres pasó a llamarse Juana Elguezábal.[14]